# Светско првенство у скоковима у воду 2015 — торањ 10 м синхронизовано мешовито
Такмичење у скоковима у воду мешовито у дисциплини торањ 10 метара синхронизовано на Светском првенству у скоковима у воду 2015. одржано је 25. јула 2015. године као део програма Светског првенства у воденим спортовима. Такмичења су се одржала у базену Казањског центра водених спортова у граду Казању (Русија).
Учествовало је укупно 30 такмичара из 15 земаља. Било је ово прво такмичење у оквирима светских првенстава у мешовитој конкуренцији. Прву титулу светских првака у овој дисциплини освојио је кинески пар Си Јађе/Тај Сјаоху.

## Освајачи медаља
|                             | Резултат |                                         | Резултат |                                         | Резултат |
|                             |          |                                         |          |                                         |          |
| Кина · Си Јађе · Тај Сјаоху | 350,88   | Канада · Меган Бенфито · Венсан Ријендо | 309,66   | Аустралија · Домоник Беџгуд · Мелиса Ву | 308,22   |

## Земље учеснице
На такмичењу је учествовало укупно 15 парова из 15 земаља (30 такмичара). Свака од земаља имала је право да учествује са једним паром.
| - Аустралија (1) - Бразил (1) - Египат (1) - Италија (1) | - Јапан (1) - Канада (1) - Кина (1) - Малезија (1) | - Мексико (1) - Немачка (1) - Румунија (1) - Русија (1) | - Северна Кореја (1) - САД (1) - Француска (1) |

## Резултати
Финално такмичење у којем је учествовало 15 мешовитих парова исто толико земаља одржано је 25. јула са почетком у 15:00 часова по локалном времену. Такмичење се одвијало у укупно 5 серија скокова.
| ПЛ. | Држава         | Такмичари                        | Бодова | Бодова |                    |        |
| --- | -------------- | -------------------------------- | ------ | ------ | ------------------ | ------ |
| ПЛ. | Држава         | Такмичари                        |        | Кина   | Си Јађе Тај Сјаоху | 350,88 |
| 2   | Канада         | Меган Бенфито Венсан Ријендо     | 309,66 |        |                    |        |
| 3   | Aустралија     | Домоник Беџгуд Мелиса Ву         | 308,22 |        |                    |        |
| 04. | Северна Кореја | Хјон Ил-мјонг Ким Кук-хјанг      | 305,52 |        |                    |        |
| 05. | Русија         | Никита Шлејхер Јулија Тимошињина | 304,14 |        |                    |        |
| 06. | Италија        | Ноеми Батки Мајкол Верцото       | 299,28 |        |                    |        |
| 07. | Француска      | Бенжамин Офре Лора Марино        | 295,35 |        |                    |        |
| 08. | Mексико        | Паола Еспиноза Хаир Окампо       | 294,24 |        |                    |        |
| 09. | Jапан          | Минами Итахаши Ју Окамото        | 289,92 |        |                    |        |
| 10. | Mалезија       | Лох Лох Жиаји Чев Јивеј          | 289,89 |        |                    |        |
| 11. | Румунија       | Мара Ајакобоаје Каталин Козма    | 286,92 |        |                    |        |
| 12. | Бразил         | Ингрид Оливеира Луиз Оутерело    | 283,68 |        |                    |        |
| 13. | САД            | Марк Андерсон Саманта Бромберг   | 274,14 |        |                    |        |
| 14. | Немачка        | Доминик Стејн Ми Фан             | 260,46 |        |                    |        |
| 15. | Eгипат         | Маха Абделсалам Мохаб Елкорди    | 207,63 |        |                    |        |